# Lèmur nan gros
El lèmur nan gros (Cheirogaleus major) és una espècie de primat. Com tots els altres lèmurs, és endèmic de Madagascar. Té una àmplia distribució als boscos primaris i secundaris de la costa oriental de l'illa. No es troba en perill d'extinció.
Té el pelatge gris o marró vermellós, amb cercles foscos al voltant dels ulls. Cap al fi de l'estació plujosa, se li engreixa la cua, on acumula greix per la temporada seca.